# Книга привилегий Колумба
Книга Привилегий мореплавателя Христофора Колумба (исп. Los Privilegios del Almirante Cristóbal Colón) была написана им в 1502 году в Севилье, незадолго до его четвёртого и последнего плавания в Америку.

## Описание рукописи
Оригинал книги привилегий Христофора Колумба находится в Архиве Индий, основанном в 1785 году в Севилье.
В книге 38 бумажных листа и 4 пергаментных, размером 30,5х21,5 см. Переплёт имеет украшения в мудехарском стиле.

## Исторический контекст
Падение Византийской империи и захват османами Константинополя в 1453 году вынуждали западноевропейцев искать новые пути в Ост-Индию. Поиск этих путей Колумбом приводит к открытию им Америки. Колумб написал данное произведение после своего третьего плавания в Америку, так и не зная, что это новая часть света («Вест-Индия»).
Книга была подготовлена при помощи судей и нотариусов, с целью закрепить на бумаге в подробностях все те проявления благосклонности со стороны испанской короны, которые, по мнению Колумба, ему причитались в качестве вознаграждения за открытие того, что он полагал новым путём в Ост-Индию, а также завоевание и христианизацию новых земель во славу Испании.
За публикацией этой книги последовал продолжительный судебный процесс между семьёй Колумба и испанской короной, известный под названием «тяжбы Колумбов» (исп. Pleitos colombinos).

## См.также
- Книга пророчеств Колумба
- Тяжбы Колумбов